# Skoczylasy
Skoczylasy [pronunciación en polaco: /skɔt͡ʂɨˈlasɨ/] es un pueblo ubicado en el distrito administrativo de Gmina Kiełczygłów, dentro del condado de Pajęczno, voivodato de Łódź, en el centro de Polonia. Se encuentra aproximadamente a 3 kilómetros al sureste de Kiełczygłów, a 8 kilómetros al norte de Pajęczno y a 71 kilómetros al suroeste de la capital regional, Łódź. 